# Жупанец
Жупанец је насељено место у саставу општине Мали Буковец у Вараждинској жупанији, Хрватска. До територијалне реорганизације у Хрватској налазио се у саставу старе општине Лудбрег.

## Становништво
На попису становништва 2011. године, Жупанец је имао 200 становника.

## Попис1991.
На попису становништва 1991. године, насељено место Жупанец је имало 259 становника, следећег националног састава:
| Попис 1991.‍ | Попис 1991.‍ | Попис 1991.‍ | Попис 1991.‍ | Попис 1991.‍ |
| ----------- | ----------- | ----------- | ----------- | ----------- |
|             |             |             |             |             |
| Хрвати      | Хрвати      |             | 259         | 100%        |
| укупно: 259 |             |             |             |             |